# 易培基
易培基（1880年2月28日—1937年9月），字寅村，號鹿山，湖南省善化（現在的長沙市）人，中華民國學者、教育家、政治人士。

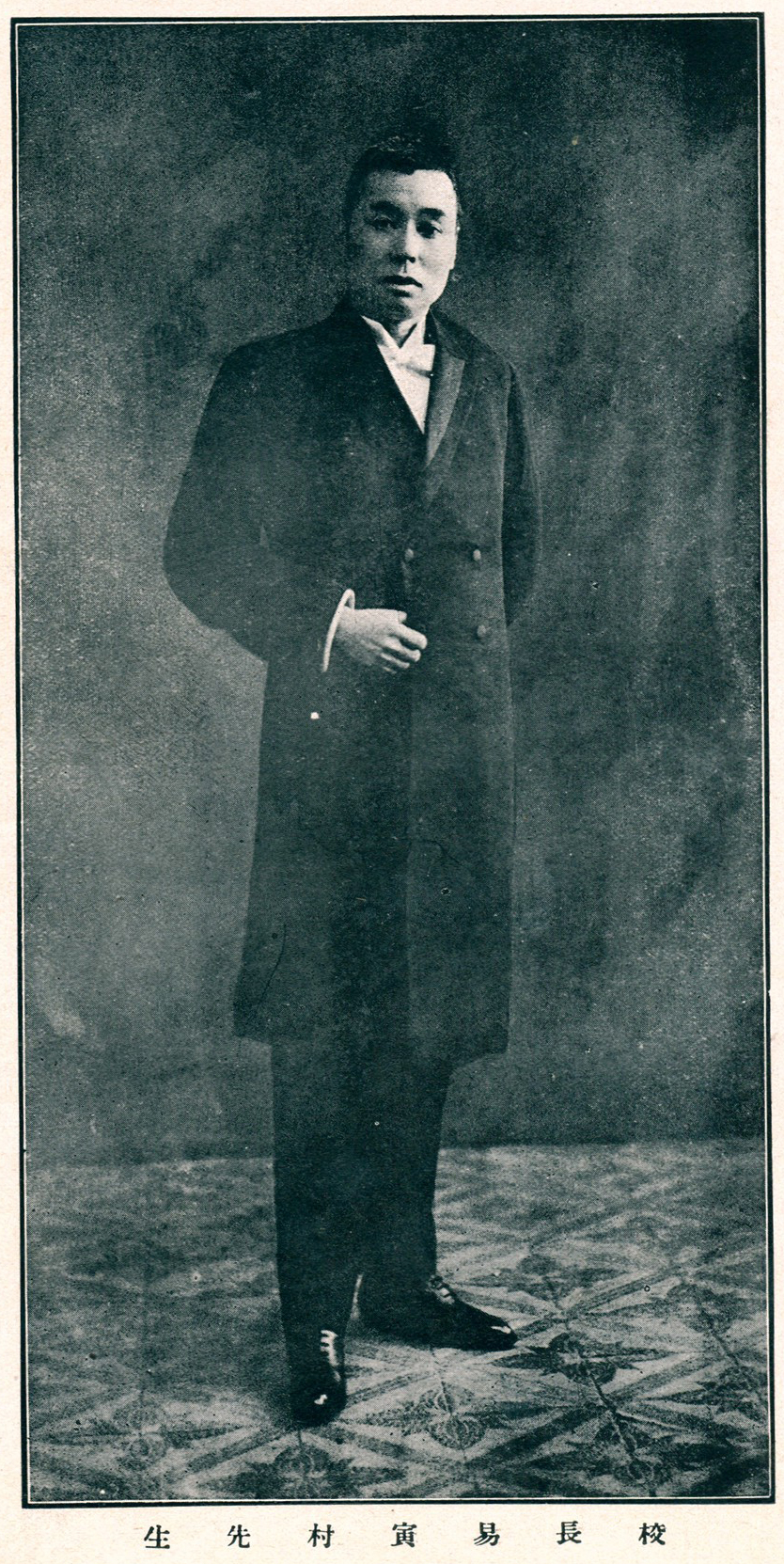

## 早年
留學日本，參與革命，在東京受教於章太炎門下（和錢玄同、許壽裳、魯迅、周作人不同班）。
1912年中華民國建國後，曾在黎元洪身邊做秘書，後來回到湖南省，在湖南高等師範學堂、長沙師範學校、湖南省立第一師範學校教書，毛澤東是他教過的學生（毛回憶說「易先生是个好人呵，他帮过我毛泽东好多的忙」）。

## 經歷
- 1920年6月，出任湖南省秘書長兼教育行政委員會委員長、湖南省立圖書館館長、湖南省立第一師範學校校長。11月離任。
- 1924年11月，到北京出任中華民國國務院教育部署總長（署是代的意思，也就是代總長）、教育總長（相當後來的中華民國教育部部長），在1924年11月10日到11月24日間署理（代理）2周總長，1924年11月24日發表王九齡出任教育總長而卸職，然而王九齡沒有到任，由次長馬敘倫代理部務。
- 1925年9月29日，中華民國國務院清室善後委員會召開會議，決議遵照《辦理清室善後委員會組織條例》第4條執行1914年11月7日政府令，組織國立故宮博物院。議決《故宮博物院臨時組織大綱》、《故宮博物院臨時董事會章程》、《故宮博物院臨時理事會章程》。推定嚴修、盧永祥、蔡元培、熊希齡、張學良、張璧、莊蘊寬、鹿鐘麟、許世英、梁士詒、薛篤弼、黃郛、范源濂、胡若愚、吳敬恒、李祖紳、李仲三、汪大燮、王正廷、于右任、李煜瀛為董事。李煜瀛、黃郛、鹿鐘麟、易培基、陳垣、張繼、馬衡、沈兼士、袁同禮為理事。莊蘊寬以董事兼圖書館館長，易培基以理事兼古物館館長。
- 1925年10月10日，中華民國國立故宮博物院在北京紫禁城成立，當時李石曾（李煜瀛）是清室善後委員會委員長，易培基是清室善後委員會首席委員。
- 1925年12月31日，他從時任署總長章士釗手中接任教育總長，並兼任北京女子師範大學校長。[3][4]
- 1926年3月4日，發表馬君武接任教育總長而去職。3月19日，中華民國臨時執政段祺瑞下令通緝李煜瀛和易培基。[5]
- 1927年，到上海出任上海國立劳动大学校長。
- 1928年6月18日，中华民国南京国民政府任命易培基为「接收北平故宫博物院委员」，派其去接收國立故宫博物院，然而易培基生病，在6月21日電請馬衡、沈兼士等五人代辦接收。[6][7]
- 1928年10月18日，出任農礦部部長，仍兼任上海劳动大学校长。
- 1929年3月5日，国民政府行政院令，李煜瀛任國立故宫博物院理事长，易培基任國立故宫博物院院长兼古物馆馆长，张继任文献馆馆长，莊蕴宽任图书馆馆长；马衡任古物馆副馆长，沈兼士任文献馆副馆长，袁同礼任图书馆副馆长；俞同奎任总务处处长。
- 1929年12月14日，呈文行政院，列舉《清史稿》19項錯謬[8]，「計反革命、反民國、藐視先烈、體例不合、簡陋錯誤等，十有九項」，認為「為今之計，宜將背逆之《清史稿》一書永遠封存，禁其發行」。南京國民政府遂將《清史稿》定為禁書，不准刻印及發售。[9][10]
- 1930年11月1日 — 1931年7月14日，兼任國立北平師範大學校長。
- 1933年7月，請辭國立故宫博物院院長，由馬衡代理。
- 1937年9月，在上海病故。

## 评价
易培基是故宫博物院的奠基人，组织专家在故宫开展研究，并建立了制度化的管理体系，1930年中原大战时提出《完整故宫保护计划》。鲁迅说:“易先生的学问、道德，尤其是主持公道、同恶势力奋斗的勇气，是本会同人素来所钦佩的”，毛泽东则说：“他是个好人。”